# 엠마 프라이징거

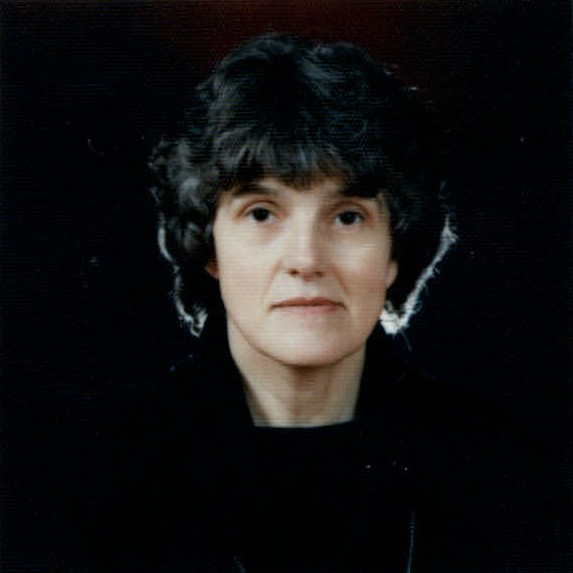
엠마 프라이징거

엠마 프라이징거(독일어: Emma Freisinger 에마 프라이징거[*], 1932년 ~ )는 오스트리아 티롤주 엡스 출신 간호사로 한국의 한센병환자를 위해 지금까지 활동을 하고 있다.

## 생애
- 엠마 프라이징거 여사는 오스트리아에서 건축가인 아버지의 8남매 중 둘째로 태어났다. 독실한 가톨릭신자로 비엔나간호대를 나온 프라이징거 여사는 29살때인 1961년 해외봉활동의 일환으로 한국에 처음으로 도착했다.
- 선진국에선 피부병 정도로 여겨지는 한센병에 걸린 환자들이 후진국에선 제대로 치료조차 받지 못한 채 버림 받은 삶을 살아간다는 얘기를 들은 그들을 돕고싶어했던 그녀는 한국에 머물며 1965년 오스트리아 가톨릭부인회의 지원을 받아 대구 칠곡가톨릭피부과병원을 설립하여 원장 겸 간호사가 되었다. 또 한센병 환자들을 위한 후원단체 릴리회를 설립하여 회장을 역임했다.[1]
- 이와 같은 공적을 인정받아 보건대상, 호암사회봉사상 등을 수상하였다.[2]
- ‘한국판 테레사 수녀’ 엠마 프라이징거 여사는 퇴임후에도 한센병환자들과 은양원이라는 마을에서 살고 있다.

## 연표
- 1961    한국에 도착
- 1966.2  대구 칠곡가톨릭피부과병원 원장 부임
- 1970.1  한센병 환자 후원단체 릴리회 발족
- 1991.11 제3회 보건대상 수상
- 1992.3  세계 도덕 대상 수상
- 1996.9  대구 칠곡가톨릭피부과병원 원장 퇴임
- 2007.6. 호암사회봉사상 수상